# هگزافلوئوروفسفریک اسید
هگزافلوئوروفسفریک اسید (به انگلیسی: Hexafluorophosphoric acid) با فرمول شیمیایی HPF۶ یک ترکیب شیمیایی با شناسه پاب‌کم ۱۶۲۱۱۴۴۷ است. که جرم مولی آن 145.972g/mol می‌باشد. شکل ظاهری این ترکیب، مایع روغنی بی‌رنگ است.